# Acacia benthamii
Acacia benthamii är en ärtväxtart som beskrevs av Meissner. Acacia benthamii ingår i släktet akacior, och familjen ärtväxter. Inga underarter finns listade i Catalogue of Life.